# Асакура Такакагэ
Асакура Такакагэ (яп. 朝倉孝景, 2 июня 1428 — 21 августа 1481) — японский самурайский полководец, даймё середины периода Муромати. Глава рода Асакура.

## Биография
Такакагэ родился 2 июня 1428 года в провинции Этидзэн. Он был сыном Асакуры Иэкагэ, 6-го главы рода Асакура. Главы этого рода, вместе с главами рода Каи, исполняли функции главных советников и заместителей в правительстве военных губернаторов Этидзэна, рода Сиба.
Когда в губернаторской семье вспыхнула война за наследство между двумя претендентами — Сибой Ёситоси и Сибой Ёсикадо, Такакагэ примкнул к последнему. Вместе с ним он присоединился к западной коалиции в войне годов Онин (1467—1476). Однако в 1471 году Такакагэ порвал со своим сюзереном и большинством родственников и, переметнувшись к войскам восточной коалиции, отправился завоёвывать родину. Он основал замок Итидзёдани и ликвидировал провинциальную оппозицию в лице рода Кай, которая поддерживала прежних правителей — род Сиба.
Такакагэ почти полностью подчинил себе Этидзэн и заложил основы новой эпохи в истории рода Асакура, который превратился в мощных даймё. Способ завоевания им Этидзэна и изгнание сюзерена считается одним из первых проявлений явления гэкокудзё — «низшие побеждают высших», что было характерно для 2-й половины периода Муромати и периода Сэнгоку.
Такакагэ считается автором «Статей Асакуры Такакагэ», средневековых законов-наставлений для потомков в деле управления подконтрольными территориями.
Такакагэ умер 21 августа 1481 года.